# Juan Álvarez Mendizábal
Juan de Dios Álvarez Mendizábal, nascido Álvarez Méndez (Chiclana de la Frontera, Cádis, 25 de fevereiro de 1790 – Madrid, 3 de novembro de 1853), político e economista espanhol.

## Biografia
Filho de Rafael Álvarez Montañés, comerciante, e de Margarita Méndez, aprendeu idiomas modernos e recebeu formação comercial no negócio paterno. Durante a Guerra da Independência Espanhola, serviu no Exército do Centro e, sendo capturado em duas ocasiões, conseguiu fugar-se em ambas as duas.
A 21 de fevereiro de 1812 casou-se com Teresa Alfaro. Decidiu mudar o seu segundo sobrenome, Méndez, por Mendizábal, para ocultar a origem aparentemente judia dos Méndez, ainda que em 1811, sendo Ministro de Fazenda do Exército do Centro, assinava já os documentos como Mendizábal, tal qual se pode encontrar no Arquivo Histórico Provincial de Albacete, pelo qual o nome Mendizábal precedia-o antes de se casar.
Entrou em contato com Vicente Bertrán de Lis, do qual aceitou um emprego, passando a ser pouco depois sócio seu.
Comissário de guerra da honra em 1817. Em 1819 foi encarregue do subministro do exército da Andaluzia, o que lhe permitiu prosperar e travar contato com os revolucionários liberais, tornando-se num deles. Foi maçon do "Taller Sublime" de Cádis junto a Francisco Javier de Istúriz e Antonio Alcalá Galiano. Adiantou dinheiro para a conspiração de Rafael del Riego e uniu-se à sua tropa de 27 de janeiro  a  4 de março de 1820. Dedicou-se naquele tempo à importação de tartarugas-de-pente de Birmingham.
Durante a partida das Cortes para Cádis em 1823, Mendizábal organizou o translado e avitualhou o que ficava do exército e encarregou-se também da intendência da Cádis sitiada. A  30 de setembro desse ano escapou para Gibraltar. Condenado à morte pelo absolutista Fernando VII como tantos outros, marchou para Londres, onde ingressou em prisão por dívidas, embora pronto conseguiu vir à tona negociando a importação de vinhos espanhóis. Ali consolidou uma grande rede de amigos e sócios que lhe seriam no futuro muito úteis.
Interveio no financiamento da expedição de Vera em 1830 de acordo com Ardouin e outros financeiros. Depois interveio também no financiamento e organização da Guerra Civil Portuguesa, no grupo liberal de D. Pedro, com grande sucesso. Também financiou uma força militar na Bélgica. Em 1834 o conde de Toreno convidou-o a voltar para a Espanha e foi nomeado ministro de Fazenda a 15 de junho de 1835, atingindo a Presidência do Governo em lugar de Toreno a 25 de setembro. Embora estivesse implicado na "revolução das juntas", negociava semi-secretamente também com a Junta de Andújar, a de Barcelona, com Istúriz, Antonio Alcalá Galiano, José Canga Argüelles e o Conde das Navas.
O partido mendizabalino não era popular, apesar da fama que lhe deram os decretos desamortizadores de 19 de fevereiro e 8 de março de 1836, a chamada Desamortização de Mendizábal, que passou as propriedades improdutivas e em poder da igreja e as ordens religiosas, não às mãos do povo, como era a intenção de Mendizábal, senão às mãos da oligarquia terratenente, o que impediu a formação de uma classe média ou burguesia que realmente enriquecesse o país e não continuasse possuindo latifúndios improdutivos. O procedimento seguido para evitar que as propriedades passassem para o povo foi o licitar as propriedades em grandes blocos que os pequenos proprietários não podiam custear. Mendizábal não geriu o desenvolvimento do projeto, pois foi deposto pela rainha regente a 15 de maio de 1836, menos de um ano após chegar ao poder, embora voltasse a ser ministro de Fazenda com José María Calatrava depois da Revolução de 1836.
Outra reforma importante foi a redenção de quintas, com a que dava oportunidade aos burgueses de poder pagar se não queriam que os seus filhos fossem ao serviço militar e portanto à guerra. Isto favoreceu as classes poderosas e foi um passo para atrás no pensamento liberal.
Já em 1835 fora eleito Mendizábal procurador por Gerona; em 1836 foi por Barcelona, Granada, Pontevedra, Málaga, Cádis e Madrid (escolheu Cádis), o que dá ideia do seu poder. Novamente em 1836-1837 e em 1838-1839 foi deputado por Madrid. Em 1839, eleito deputado por Madrid, Albacete e Múrcia, optou por Múrcia. Foi deputado por Madrid em 1840; em 1841 também, embora fosse eleito também por Albacete, Ávila, Múrcia, Cádis e Toledo. Quando se debateu a regência por minoridade de Isabel II, declarou-se em favor da regência tripla contra Espartero, militou portanto no bando dos "Trinitários". Representou a Madrid na primeira legislatura de 1843 e esse ano voltou ser ministro de Fazenda, mas a contra-revolução fê-lo fugir para França e não regressou até 1846. Ainda foi deputado por Madrid entre 1846 e 1850.

## Anedotário
Foi mação e um membro destacado da Loja de Cádis.